# Acanthala pubipennis
Acanthala pubipennis är en stekelart som beskrevs av Christer Hansson 2000. Acanthala pubipennis ingår i släktet Acanthala och familjen finglanssteklar.
Artens utbredningsområde är:
- Belize.
- Costa Rica.

Inga underarter finns listade i Catalogue of Life.